# Complejo hidroeléctrico Río Grande
Complejo Hidroeléctrico Río Grande es el nombre de la mayor central hidroeléctrica de tipo reversible o bombeo de Latinoamérica, y la tercera de América (las primeras se encuentran en Estados Unidos de Norteamérica). Está ubicada en el Valle de Calamuchita, a 130 km al sur de la ciudad de Córdoba, en la provincia homónima, República Argentina. Es capaz de generar 750 MW y está construida en una caverna, en las profundidades del Cerro Pelado (de allí, la denominación popular de Central Cerro Pelado). El complejo está constituido por dos represas: el embalse Cerro Pelado y el contraembalse Arroyo Corto, (ubicado 12 km aguas abajo del primero). El proyecto se inició en el año 1970 y en 1986 comenzó a operar, aunque su máxima capacidad de producción la alcanzó unos meses más tarde.
Originalmente, el complejo estuvo bajo el control de su constructor: Agua y Energía Eléctrica, en 1996, se trasladó su control, a la empresa Nucleoeléctrica Argentina S.A., y en 2001 pasó a manos de la EPEC (Empresa Provincial de Energía de Córdoba).

La construcción de este proyecto, posicionó, a la República Argentina, entre los pocos países del mundo que disponen de centrales de almacenamiento.

## Ubicación

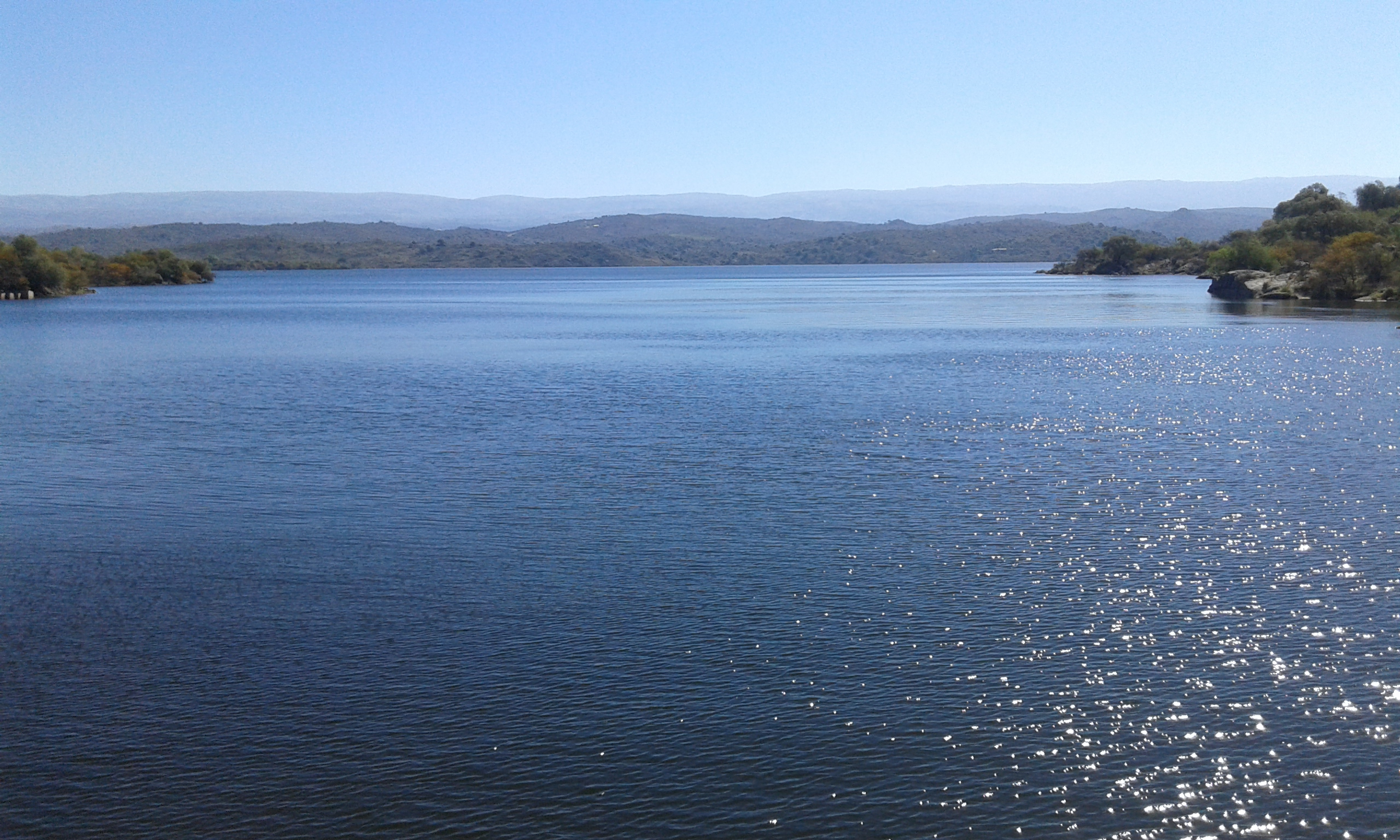
El embalse Cerro Pelado

El Complejo está ubicado sobre el río Grande, uno de los principales afluentes del Embalse del Río Tercero, perteneciente a la cuenca del río Tercero, que con un caudal de 45 m³/seg, recoge las aguas provenientes de la subcuenca Rio Grande de 909 km² con un régimen pluviométrico que oscila entre 600 y 1000 mm/año, ubicada en la ladera oriental de las Sierras de Comechingones, al sur del cerro Linderos (el segundo cerro más alto de la provincia con 2.730 m s. n. m.)

## Historia
En 1973 durante la presidencia de Juan Domingo Perón se colocó la piedra inaugural, luego de realizar estudios hidrológicos preliminares y reconocimiento de posibles zonas de emplazamiento de presas y túneles, se concretó el proyecto ejecutivo de un complejo hidroeléctrico para embalsar sus aguas y aprovechar su potencial hidroeléctrico en una central de pico de generación eléctrica con recuperación por bombeo, procurando una importante herramienta para la operación del Sistema Argentino de Interconexión (antes llamado Sistema Interconectado Nacional -SIN-) que permitiera aplanar su diagrama de carga diario, aportando energía en los horarios de máxima demanda e incrementando la demanda de base. Fue inaugurado en 1986.
Hacia finales del siglo XX, este tipo de centrales, comenzó a rivalizar con centrales que también almacenaban energía, pero con baterías, debido a la gran reducción de costos de este tipo de elementos, y la facilidad de éstos, de ser emplazados en forma distribuida, sin generar los profundos impactos ambientales que provocan los grandes embalses hídricos.

En agosto de 2022, la central no opera a pleno ya que existen una serie de problemas técnicos que deben ser subsanados, pero existen problemas para su reparación.

## Características técnicas

Panorámica Embalse Arroyo Corto desde la presa

Técnicamente, es una Central de Pico, o sea, funciona solamente cuando la demanda así lo requiere.

Si bien existen numerosas centrales de este tipo en el mundo, hacia finales del siglo XX, empiezan a rivalizar con centrales de almacenamiento por baterías, debido a varios factores: la reducción de costos de estos elementos, su facilidad para emplazamiento (teniendo en cuenta que no es necesario poseer un site ad hoc, sino que se acude al almacenamiento distribuido), además de no generar un alto impacto ambiental. 
El complejo cuenta con 2 embalses, el superior denominado Cerro Pelado y el inferior, Arroyo Corto, situado a 12 km aguas abajo del primero. El desnivel entre ambos es de 185 m y las presas de ambos embalses fueron construidas con materiales sueltos y núcleo impermeable.
La sala de máquinas del Complejo está construida en caverna. Está ubicada a 226 m de profundidad con respecto al nivel del vertedero del embalse Cerro Pelado, y 130 m por debajo del lecho original del río. Su eje longitudinal está aproximadamente a 65 m aguas abajo del eje de la presa principal y sensiblemente paralelo al mismo. Sus dimensiones son: 105 m de longitud, 27 m de ancho y 50 m de altura. A los efectos de tomar conciencia de su volumen, puede decirse que dentro de ella podría alojarse la Catedral de la ciudad de Córdoba.
A esta caverna se puede acceder a través de un túnel excavado en la roca, de 1800 m de longitud.
La sala de máquinas está vinculada al embalse principal, por medio de dos "tuberías forzadas" de acero inoxidable de 330 m de longitud y diámetro variable entre 7,5 y 3,5 m, que nacen en la obra de toma del embalse Cerro Pelado a 50 m de profundidad y terminan en las válvulas esféricas de entrada a cada una de las turbinas en la sala de máquinas. Cada una de estas tuberías forzadas alimenta a dos turbinas.
Consta de 4 grupos de turbinas/bombas reversibles que rotan a 250 rpm tipo Francis de 186,5 MW/210 MVA, lo que totaliza unos 750 MWh de potencia instalada, alcanzando una capacidad de generación anual de 970.000 MWh, de los cuales el 85 % se logra con aportes de acumulación por bombeo y el 15 % restante corresponde al aporte del Río Grande, con una reserva de energía de 100 GWh y un tiempo de arranque muy breve (3 minutos) para casos de emergencia.

## Características del túnel en caverna
Las salidas de los difusores de máquinas están vinculadas al contra embalse Arroyo Corto por medio de un túnel de 12 x 18 m de sección abovedada y 5.800 m de longitud con pendiente del 8 %, denominado «Túnel de Restitución». El volumen de excavación de este túnel es de 1 108 700 m³ y tiene una pérdida de carga máxima de 6,1 m.

## Características de los embalses y de las presas
El embalse superior del Complejo Río Grande, llamado Cerro Pelado, está formado por tres presas de gravedad con núcleo impermeable de limo arcilloso y espaldón de broza de cantorodado proveniente de las excavaciones.
La presa principal fundada sobre el lecho del río, de 104 m de altura por 420 m de longitud y un volumen total de 3 675 000 m³; el segunda, denominada Cierre Lateral Margen Derecha, de 50 m de altura por 1.500 m de longitud y un volumen total de 1 600 000 m³; y la tercera denominada Cierre Lateral Margen Izquierda, de 6 m de altura y 54 m de longitud, con un volumen total de 2480 m. Las tres presas tienen cota de coronamiento de 880 m sobre el nivel del mar.